# RC4
在密碼學中，RC4（來自的縮寫）是一種串流加密法，密鑰长度可变。它加解密使用相同的密钥，因此也属于对称加密算法。RC4是有线等效加密（WEP）中采用的加密算法，也曾经是TLS可采用的算法之一。
RC4是由美國密碼學家羅納德·李維斯特（Ronald Rivest）在1987年设计的。由于RC4算法存在弱点，2015年2月所發佈的 RFC 7465 规定禁止在TLS中使用RC4加密算法。
RC4由伪随机数生成器和异或运算组成。RC4的密钥长度可变，范围是[1,255]。RC4一个字节一个字节地加解密。给定一个密钥，伪随机数生成器接受密钥并产生一个S盒。S盒用来加密数据，而且在加密过程中S盒会变化。
由于异或运算的对合性，RC4加密解密使用同一套算法。

## 歷史
RC4是由RSA Security的罗纳德·李维斯特在1987年开发出来的，虽然它的官方名是“Rivest Cipher 4”，但是首字母缩写RC也可以理解为"Ron's Code"。（见RC2，RC5，RC6）
RC4开始时是商业机密，没有公开发表出来，但是在1994年9月份的时候，它被人匿名公开在了Cypherpunks 邮件列表上，很快它就被发到了sci.crypt 新闻组上，随后从这传播到了互联网的许多站点。随之贴出的代码后来被证明是真实的，因为它的输出跟取得了RC4版权的私有软件的输出是完全相同的。由于算法已经公开，RC4也就不再是商业秘密了，只是它的名字“RC4”仍然是一个注册商标。RC4经常被称作是“ARCFOUR”或者"ARC4"（意思是称为RC4），这样来避免商标使用的问题。RSA Security从来没有正式公布这个算法，罗纳德·李维斯特在2008年的自己的课程笔记中给出了一个指向RC4的英文维基百科文章的链接，并且在2014年的文件中确认了RC4及其代码的历史。
RC4已经成为一些协议和标准的一部分，如1997年的WEP和2003年的WPA；和1995年的SSL，以及1999年的TLS。2015年由 RFC 7465 禁止RC4在所有版本的TLS中使用。

## 伪代码
初始化长度为256的S盒。第一个for循环将0到255的互不重复的元素装入S盒。第二个for循环根据密钥打乱S盒。
```
 
for
 
i
 
from
 
0
 
to
 
255

     
S
[
i
]
 
:=
 
i

 
endfor

 
j
 
:
=
 
0

 
for
(
 
i
=
0
 
;
 
i
<
256
 
;
 
i
++
)

     
j
 
:
=
 
(
j
 
+
 
S
[
i
]
 
+
 
key
[
i
 
mod
 
keylength
])
 
%
 
256

     
swap
 
values
 
of
 
S
[
i
]
 
and
 
S
[
j
]

 
endfor

```

下面i,j是两个指针。每收到一个字节，就进行while循环。通过一定的算法（(a),(b)）定位S盒中的一个元素，并与输入字节异或，得到k。循环中还改变了S盒（(c)）。如果输入的是明文，输出的就是密文；如果输入的是密文，输出的就是明文。
```
 
i
 
:
=
 
0

 
j
 
:
=
 
0

 
while
 
GeneratingOutput
:

     
i
 
:
=
 
(
i
 
+
 
1
)
 
mod
 
256
   
//a

     
j
 
:
=
 
(
j
 
+
 
S
[
i
])
 
mod
 
256
 
//b

     
swap
 
values
 
of
 
S
[
i
]
 
and
 
S
[
j
]
  
//c

     
k
 
:
=
 
inputByte
 
^
 
S
[(
S
[
i
]
 
+
 
S
[
j
])
 
%
 
256
]

     
output
 
K

 
endwhile

```

此算法保证每256次循环中S盒的每个元素至少被交换过一次。

## 破解
2015年，比利時魯汶大學的研究人員Mathy Vanhoef及Frank Piessens，公布了針對RC4加密演算法的新型攻擊程式，可在75小時內取得cookie的內容。